# Thomas Coram

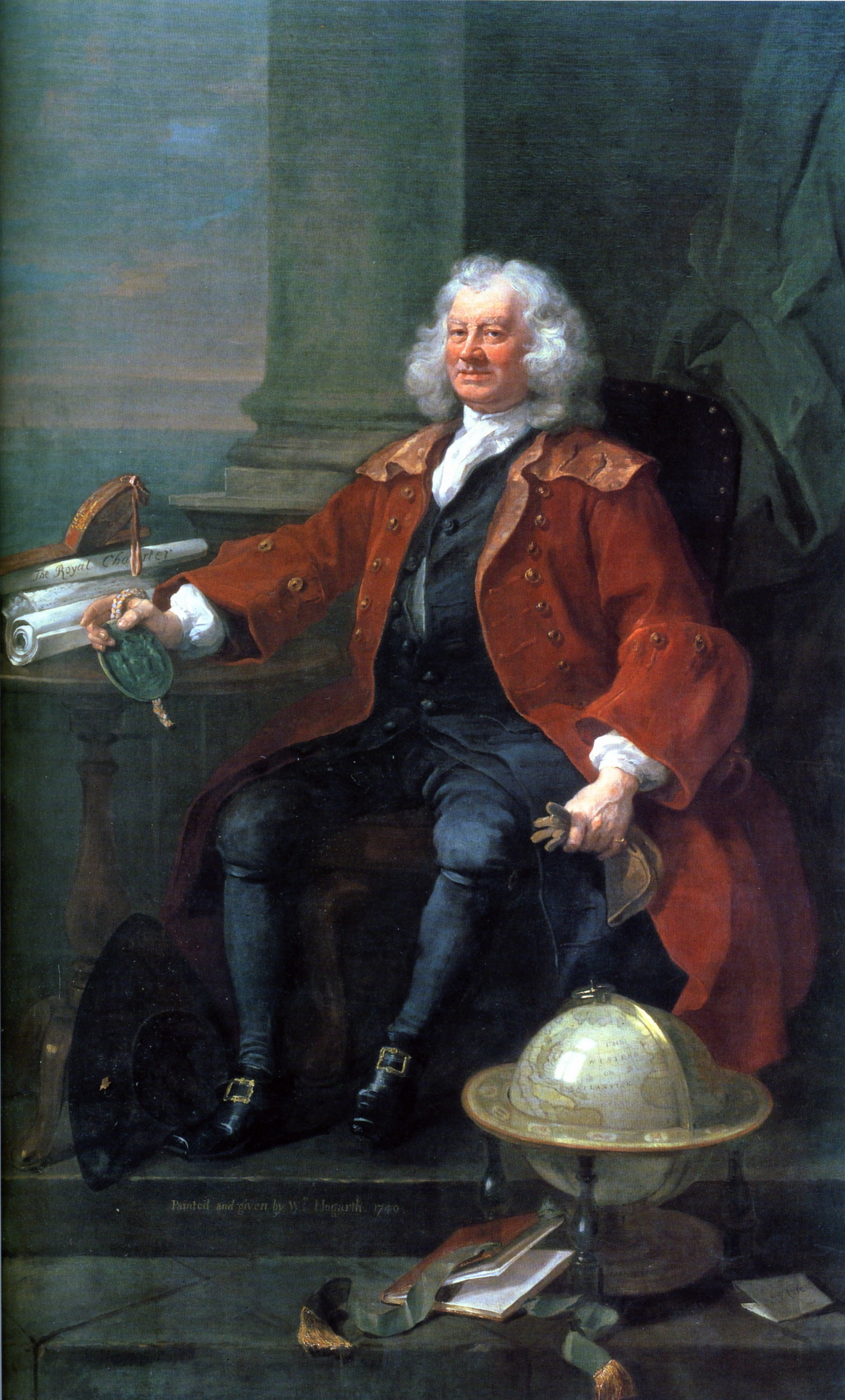
Thomas Coram, Gemälde von William Hogarth, 1740

Thomas Coram (* 1668 in Lyme Regis, Dorset, Vereinigtes Königreich; † 29. März 1751 in London) war ein britischer Geschäftsmann und Philanthrop.
Coram fuhr schon als zwölfjähriger zur See und wurde später Kapitän. Zwischen 1694 und 1705 betrieb er eine Schiffswerft in Taunton, Massachusetts. 1720 kehrte er aus den Kolonien nach Großbritannien zurück, wo er sich als Kaufmann betätigte. 1732 war er einer der Treuhänder der von James Oglethorpe neu gegründeten Kolonie Georgia. 1735 finanzierte er eine Siedlung für arbeitslose Handwerker in Nova Scotia.
Schon bei seiner Rückkehr 1720 war Coram aufgefallen, dass es in London eine sehr hohe Zahl von elternlosen Kindern gab, für deren Unterhalt sich niemand zuständig fühlte. Die Ansicht, dass Almosen den Armen nicht helfen würden, sondern sie im Gegenteil weiter in die Armut trieben war allgemein verbreitet. Coram argumentierte, dass auch arme und ärmste Kinder eine Ausbildung benötigten und zwar vor allem die Mädchen, die, wenn sie Mütter würden, das Vorbild für die eigenen Kinder seien: „giving girls a vertuous [sic] education is a vast advantage to their posterity as well as to the public“ (Mädchen eine tugendhafte Ausbildung zukommen zu lassen ist ein riesiger Vorteil sowohl für ihre Nachkommen als auch für die Allgemeinheit).
Die Situation war so schlimm, dass Coram sich außer Stande sah, alleine eine Änderung herbeiführen zu können. Er begann eine Kampagne für eine königliche Charta, die Basis für das erste Hospital für Findelkinder sein sollte. Coram gewann viele prominente Unterstützer für sein Anliegen, darunter sieben Herzoginnen, acht Gräfinnen und fünf Baroninnen. Fast 20 Jahre sollte der Kampf um die Protektion durch den König dauern – erst am 17. Oktober 1739 unterschrieb König George II. die Gründungsurkunde des Foundling Hospital „for the maintenance and education of exposed and deserted young children“ (Findlings-Hospital für den Lebensunterhalt und die Erziehung von ausgesetzten und verlassenen jungen Kindern).
Von 1742 bis 1745 wurde das Foundling Hospital in Lamb’s Conduit Fields in Bloomsbury errichtet. Es war die erste gemeinnützige Wohltätigkeitsstiftung der Welt. Einer der ersten Gouverneure der Stiftung war der Künstler William Hogarth, der ein Freund von Coram war und diesen auch malte. Hogarth dekorierte gemeinsam mit anderen künstlerisch tätigen Förderern auch den Raum des Gouverneurs im Hospital. Er stiftete Gemälde für die Stiftung, diese wurden im Foundling Hospital ausgestellt – die erste frei zugängliche Gemäldegalerie Großbritanniens, und die Keimzelle der späteren Royal Academy of Arts. Georg Friedrich Händel stiftete die Einkünfte von Aufführungen des Messias in der Kapelle des Hospitals.
Die ersten beiden Kinder, die das Foundling Hospital aufnahm, wurden auf die Namen Thomas und Eunice Coram getauft, ihr Pate war Coram selbst. Er übernahm die Patenschaft für etwa 20 weitere Kinder, war aber ansonsten in die täglichen Abläufe des Hospitals nicht mehr eingebunden. 1756 wurde der Fehler begangen, das Hospital für alle Kinder des Landes zugänglich zu machen – in der Folge wurden Kinder in solcher Zahl abgegeben, dass es unmöglich war, sich um alle zu kümmern. In den ersten vier Jahren danach starben fast 10.000 Kinder im Foundling Hospital.
Hogarths Gemälde von Coram enthält ein Detail, das auf Corams Wirken Bezug nimmt: neben Corams rechtem Fuß lehnt ein Hut. Coram hatte der Gesellschaft der Hutmacher einen Gefallen getan, wollte aber keine Entlohnung dafür annehmen. Als die Hutmacher ihn drängten, sagte er, er hätte gerne einen Hut. Die Gesellschaft sorgte dafür, dass er bis an sein Lebensende stets neue Hüte von einem ihrer Mitglieder erhielt.
Coram starb 1751 in relativer Armut und ist auf dem Saint-Andrew-Holborn-Friedhof in London begraben. 1936 wurde auf dem Gelände des mittlerweile abgerissenen Foundling Hospital ein Park angelegt; Coram zu Ehren wurde dieser Coram’s Fields genannt.